# Шелен (річка)
Шелен (крим. Şelen) — річка в Україні, на Кримському півострові, (басейн Чорного моря).

## Опис
Довжина річки 11,56 км, найкоротша відстань між витоком і гирлом — 9,64 км, коефіцієнт звивистості річки — 1,20. Річка формується багатьма безіменними струмками та загатами.

## Розташування
Бере початок на південно-східній стороні від гори Караул-Тепе. Тече переважно на південний схід понад скелею Кизил-Таш, через село Громівку (колишнє Шелен), далі тече понад скелею Сари-Сопла, понад горою Аганин-Бурун, через урочище Шар. У селі Морське річка впадає у Чорне море (Капсіхорська бухта).
Населені пункти вздовж берегової смуги: Ворон.

## Цікаві факти
- У селі Морське на лівому березі річки розташована Мечеть Капсихор джамиси.
- У пригирловій частині річку перетинає автошлях Р29 (автомобільний шлях регіонального значення на території України, Алушта — Феодосія).